# Kanton Bonnétable
Der Kanton Bonnétable  ist seit 1790 ein französischer Wahlkreis in den Arrondissements Le Mans und Mamers, im Département Sarthe und in der Region Pays de la Loire; sein Hauptort ist Bonnétable.

## Gemeinden
Der Kanton besteht aus 23 Gemeinden mit insgesamt 30.224 Einwohnern (Stand: 1. Januar 2022) auf einer Gesamtfläche von 360,70 km²:
| Gemeinde                | Einwohner 1. Januar 2022 | Fläche km² | Dichte Einw./km² | Code INSEE | Postleitzahl | Arrondissement |
| ----------------------- | ------------------------ | ---------- | ---------------- | ---------- | ------------ | -------------- |
| Ballon-Saint Mars       | 2.270                    | 31,61      | 72               | 72023      | 72290        | Le Mans        |
| Beaufay                 | 1.523                    | 23,87      | 64               | 72026      | 72110        | Mamers         |
| Bonnétable              | 3.721                    | 40,08      | 93               | 72039      | 72110        | Mamers         |
| Briosne-lès-Sables      | 537                      | 9,85       | 55               | 72048      | 72110        | Mamers         |
| Courcebœufs             | 641                      | 16,83      | 38               | 72099      | 72290        | Le Mans        |
| Courcemont              | 670                      | 19,26      | 35               | 72101      | 72110        | Mamers         |
| Courcival               | 83                       | 8,94       | 9                | 72102      | 72110        | Mamers         |
| Jauzé                   | 80                       | 5,68       | 14               | 72148      | 72110        | Mamers         |
| Joué-l’Abbé             | 1.275                    | 10,39      | 123              | 72150      | 72380        | Le Mans        |
| La Bazoge               | 3.748                    | 22,87      | 164              | 72024      | 72650        | Le Mans        |
| La Guierche             | 1.285                    | 7,88       | 163              | 72147      | 72380        | Le Mans        |
| Montbizot               | 1.833                    | 11,38      | 161              | 72205      | 72380        | Le Mans        |
| Neuville-sur-Sarthe     | 2.463                    | 22,94      | 107              | 72217      | 72190        | Le Mans        |
| Nogent-le-Bernard       | 876                      | 30,26      | 29               | 72220      | 72110        | Mamers         |
| Rouperroux-le-Coquet    | 270                      | 12,07      | 22               | 72259      | 72110        | Mamers         |
| Saint-Georges-du-Rosay  | 450                      | 17,31      | 26               | 72281      | 72110        | Mamers         |
| Sainte-Jamme-sur-Sarthe | 1.964                    | 8,43       | 233              | 72289      | 72380        | Le Mans        |
| Saint-Jean-d’Assé       | 1.810                    | 21,29      | 85               | 72290      | 72380        | Le Mans        |
| Saint-Pavace            | 2.002                    | 5,16       | 388              | 72310      | 72190        | Le Mans        |
| Souillé                 | 822                      | 4,57       | 180              | 72338      | 72380        | Le Mans        |
| Souligné-sous-Ballon    | 1.237                    | 12,76      | 97               | 72340      | 72290        | Le Mans        |
| Teillé                  | 521                      | 11,54      | 45               | 72349      | 72290        | Le Mans        |
| Terrehault              | 143                      | 5,73       | 25               | 72352      | 72110        | Mamers         |
| Kanton Bonnétable       | 30.224                   | 360,70     | 84               | 7201       | –            | –              |

Bis zur landesweiten Neugliederung der Kantone im März 2015 bestand der Kanton Bonnétable aus den acht Gemeinden Bonnétable, Briosne-lès-Sables, Courcival, Jauzé, Nogent-le-Bernard, Rouperroux-le-Coquet, Saint-Georges-du-Rosay und Terrehault. Sein Zuschnitt entsprach einer Fläche von 129,92 km2. Er besaß vor 2015 einen anderen INSEE-Code als heute, nämlich 7203.

## Veränderungen im Gemeindebestand seit der landesweiten Neuordnung der Kantone
2016: Ballon und Saint-Mars-sous-Ballon → Ballon-Saint Mars

## Bevölkerungsentwicklung
| 1962 | 1968 | 1975 | 1982 | 1990 | 1999 | 2006 |
| ---- | ---- | ---- | ---- | ---- | ---- | ---- |
| 6667 | 6052 | 5993 | 5739 | 5837 | 6071 | 6413 |